# Almerik II van Fézensac
Almerik II van Fézensac (overleden tussen 1090 en 1094) was van 1064 tot aan zijn dood graaf van Fézensac. Hij behoorde tot het huis Gascogne.

## Levensloop
Almerik II was de oudste zoon van Willem Astanovus, graaf van Fézensac, uit diens tweede huwelijk met ene Constance, wier afkomst onbekend gebleven is. In 1064 volgde hij zijn vader op als graaf van Fézensac. Ook droeg hij de titel van graaf van Auch.
In 1068 plaatste hij het klooster van Saint-Orens onder het beschermheerschap van abt Hugo van Cluny. Ook de abdij van Lourcy, die gesticht werd door zijn overgrootvader Bernard Odo en voorheen een zekere vorm van onafhankelijkheid genoot, liet Almerik II onder diens beschermheerschap plaatsen.
Hij was gehuwd met ene Biverne, een weduwe die al de moeder was van bisschop Raymond II van Auch. Uit hun huwelijk zijn twee zonen bekend:
- Astanovus II (overleden in 1098), graaf van Fézensac
- Bernard

Almerik II van Fézensac overleed tussen 1090 en 1094.